# السفينة (حاصبيا)
السّفيْنة هي إحدى القرى اللبنانية من قرى قضاء حاصبيا في محافظة النبطية.
والسفينة هي منطقة حرجية بالقرب من بلدة الكفير.